# フアン・グリェルモ・リッペルダ

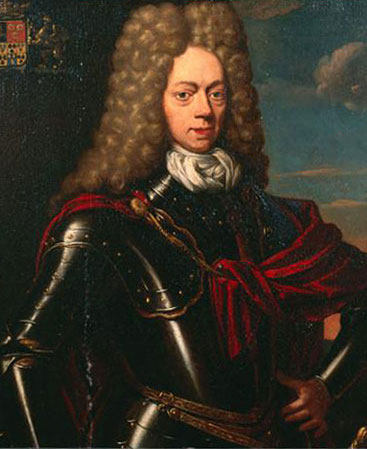
Herman Colleniusによる肖像画、1704年。

初代リッペルダ公爵および第8代リッペルダ男爵フアン・グリェルモ・リッペルダ（スペイン語: Juan Guillermo Ripperdá）、1684年3月7日 - 1737年11月5日）は、ネーデルラント連邦共和国出身でスペイン王国の首相（在任：1725年 - 1726年）。ヨハン・ウィレム・リッペルダとも。

## 生涯
ネーデルラント連邦共和国フローニンゲン州出身だったが、リッペルダ自身はスペインの家系であると主張した。ブリタニカ百科事典第11版によると、リッペルダの主張に裏付けはなく、リッペルダという姓はフローニンゲンではそこそこみられる姓であり、ウィレム沈黙公（16世紀の人物）の部下にもリッペルダという人物がいたという。
リッペルダ自身によると、最初はカトリックだったが、フローニンゲン州代表としてスターテン・ヘネラールに入るためにカルヴァン派に改宗したという。1715年、オランダ政府によってマドリード駐在大使に任命されたが、サン＝シモン公爵によると、リッペルダの廉潔さはこの時点ですでに疑わしい。当時のスペイン宮廷ではジャン・オリ（フランス人）やジュリオ・アルベローニ（イタリア人）などの外国人が活躍しており、リッペルダもスペイン政府に入ろうとしてカトリックに改宗した。最初はアルベローニの部下としてふるまったが、アルベローニが失脚すると王妃エリザベッタ・ファルネーゼの代理人として働いた。金銭的に無節操ではあったが、リッペルダによる、スペインの貧困が農業軽視に起因するという指摘は的を射ていた。
エリザベッタ王妃は息子たちのためにパルマ・ピアチェンツァ公国、トスカーナ大公国の継承を確保しようとし、1725年にリッペルダを特使としてウィーンに派遣した。リッペルダはそこで10か月かけて外交活動を行い、ウィーン条約の締結に成功したが、条約で神聖ローマ皇帝カール6世が払った代償は少なく、一方スペインは多額な援助金を支払わなければならなかった。エリザベッタは公国を確保しようとしたが、カール6世はスペインによるジブラルタルとメノルカ島の回復への援助を曖昧に承諾しただけだった。そして、1725年末にスペインに戻ると、リッペルダは首相の座を要求して成功したが、彼の失脚は早かった。1726年にオーストリア公使が援助金の支払いを要求して失敗すると、スペイン王フェリペ5世に説明を求めたが、そこでリッペルダの越権行為と公金着服が露見、彼は年金を代償に罷免された。彼は安全を求めてイギリス大使館に避難、イギリス公使のウィリアム・スタンホープにスペイン政府の秘密情報を提供した。しかしスタンホープも彼を守れず、彼はセゴビア城に投獄された。
1728年、スペイン政府の黙認でオランダに逃亡したが、その後の生活はよく知られていない。彼の回想録ではプロテスタントに再改宗した後、モロッコに向かい、ムスリムになった後にモロッコ人を率いてセウタを攻撃して失敗したと主張したが、裏付けがある事実はモロッコに向かったことと、1737年にモロッコのテトゥアンで死去したことだけである。